# Village des tortues
Cet article concerne le village des tortues de Carnoules (France). Pour le village des tortues au Sénégal, voir centre de protection des tortues du Sénégal.
Le village des tortues est un parc animalier de deux hectares situé à Carnoules (Var), au pied du massif des Maures. Il recueille, soigne et favorise la reproduction des tortues.

## Histoire
Situé à Gonfaron dans le Var, le site est créé en mai 1988 ou 1989 par l'association Soptom (station d’observation et de protection des tortues et des milieux) afin d'œuvrer à la protection de la tortue d'Hermann,,. 
En 2017, le village des tortues quitte Gonfaron pour le village voisin de Carnoules.

## Activité
Dans le cadre d'un programme scientifique, l'association élève des tortues d'Hermann, en vue de la réintroduction en milieu naturel.
Elle recueille aussi un grand nombre de tortues exotiques, souvent issues des saisies des douanes.
Le lieu accueille de nombreuses tortues qui y sont soignées, élevées, puis remises dans la nature afin de sauver certaines espèces menacées par l'urbanisation et les incendies qui réduisent son habitat.